# Listwianka (obwód orenburski)
Listwianka (ros. Листвянка) – osiedle w Rosji, w obwodzie orenburskim, w rejonie bielajewskim. W 2010 liczyło 221 mieszkańców.